# معبد هندو
معبد هندو که با نامهای مندیر و کشترا نیز شناخته می‌شود، بنایی است که به منظور رسانیدن انسانها و خدایان به همدیگر ساخته شده و در آن، از عنصر نمادگرایی برای بیان عقاید و اعتقادات هندوئیسم استفاده شده‌است. نمادگرایی و ساختار معابد هندو ریشه در سنتهای ودیک دارد.

سامبیساری یک معبد هندو متعلق به قرن نهم است که در دهکده سامبیساری، پوروومارتانی، کالاسان، منطقه سلمان، منطقه ویژه یوگیاکارتا، اندونزی واقع شده‌است. معبد در حدود پنج متر زیر زمین مدفون بود. بخش‌هایی از معبد اصلی حفاری شده‌است. این معبد در حدود ۸ کیلومتری شرق یوگیاکارتا در نزدیکی فرودگاه بین‌المللی ادیسوسیپتو قرار دارد.